# 柏年号浅水炮舰
柏年号浅水炮舰（Balny），又译巴尼号，是法国海军为在中国的长江流域进行巡逻而设计建造的一艘长江炮舰。第二次世界大战期间滞留在长江上游，1944年由自由法國赠予中方，改名法库。此时法库号因年久失修，舰况已经非常差，不久即从民国海军退役，结局不详。
当时民国政府对外援炮舰命名的惯例是以赠送国名为首字，寻找一个国内的县名为舰名。本舰在加入中国海军后的舰名也遵循了这一惯例，舰名来自辽宁省法库县。

## 设计和概述
法国为加强在东亚的水上实力，专门建造了若干浅水炮舰。本舰设计上参照了稍早的都大号，加强了动力，并因此增加了一座烟囱。长51米、宽7.01米、吃水1.37米，额定201吨，满载226吨。动力装置为老式的两座三胀式蒸汽机，两座燃煤锅炉，920马力，设计14節（26每小時）。
本舰没有设置防浪舷墙，而是延续法式设计的平甲板型；舰艏也是采用圆弧形，而并非军舰常见的尖削舰艏。主炮后方为上层建筑，第一层前端为驾驶室，后面是军官舱室和浴室。中间为烟囱用舱棚，后半段为面包房、厨房，最后面是军官会议室兼餐厅，第二个浴室以及厕所。第二层前端为军官办公室，烟囱后方为水兵舱室。
本舰的主炮安装在前部主甲板上。轻武器方面，37毫米炮布置在一楼末端的楼顶处，4挺机枪安装在烟囱前后的二楼走廊上。

## 舰历
本舰1914年6月在南特的（布列塔尼造船厂，Chantiers de Bretagne, Nantes）开工建造。中途因为第一次世界大战而有所耽误，拖延至1920年才建成。期间还一度拆走了舰上一个锅炉。此后1921年11月10日拆解运往上海，1922年4月6日组装完成，编入法国海军长江舰队。
1930年代，法方对柏年号进行了改装，为其添加了另外一门M1897型75毫米炮。
1937年抗日战争爆发时，柏年号前往长江上游。1939年，法国将都大号出售，弗朗西斯·卡尼尔号、刚健号调到越南，只有柏年号还留在长江。此时柏年号部分乘员从陆路由重庆经云南前往越南，舰上仅剩下少量看守人员。
1940年法国向德国投降，成立了维希政府。此时法国海外军舰大多依旧效忠维希法国，滞留中国的柏年号也站在了维希法国一边。因中法两国变成了敌对状态，留守人员将舰上武器拆下来送上岸边，以示没有敌意；同时在舰上装满石块，以防中国方面夺取柏年号。不过中方并没有对柏年号采取任何行动。
1944年6月3日法国临时政府成立，9月法国临时政府驻华代表贝志高将军（Zinovi Pechkoff）代表法方捐赠柏年号予中方。9月28日两国人员在王家沱法国长江舰队司令部举行交接仪式，中方以海军总司令陈绍宽代表中国政府接收柏年号，改名“法库”。除了海军相关人员外，还有国民政府外交部次长吴国桢等一批军政官员参加仪式。此时法库号状况已经很差，无法自航，中国海军仍然将其列入第二舰队。
1945年12月14日，法库号从重庆拖航至上海，用途不明。1946年4月中国海军进行改编，第二舰队改为江防舰队。这次改编时没有法库号的名字，推测此时已从海军中退役。有法国学者称法库号可能此后在解放军海军中一直服役，直到1962年方才退役，但未知具体用途和舰名。